# تصوير انفعالي

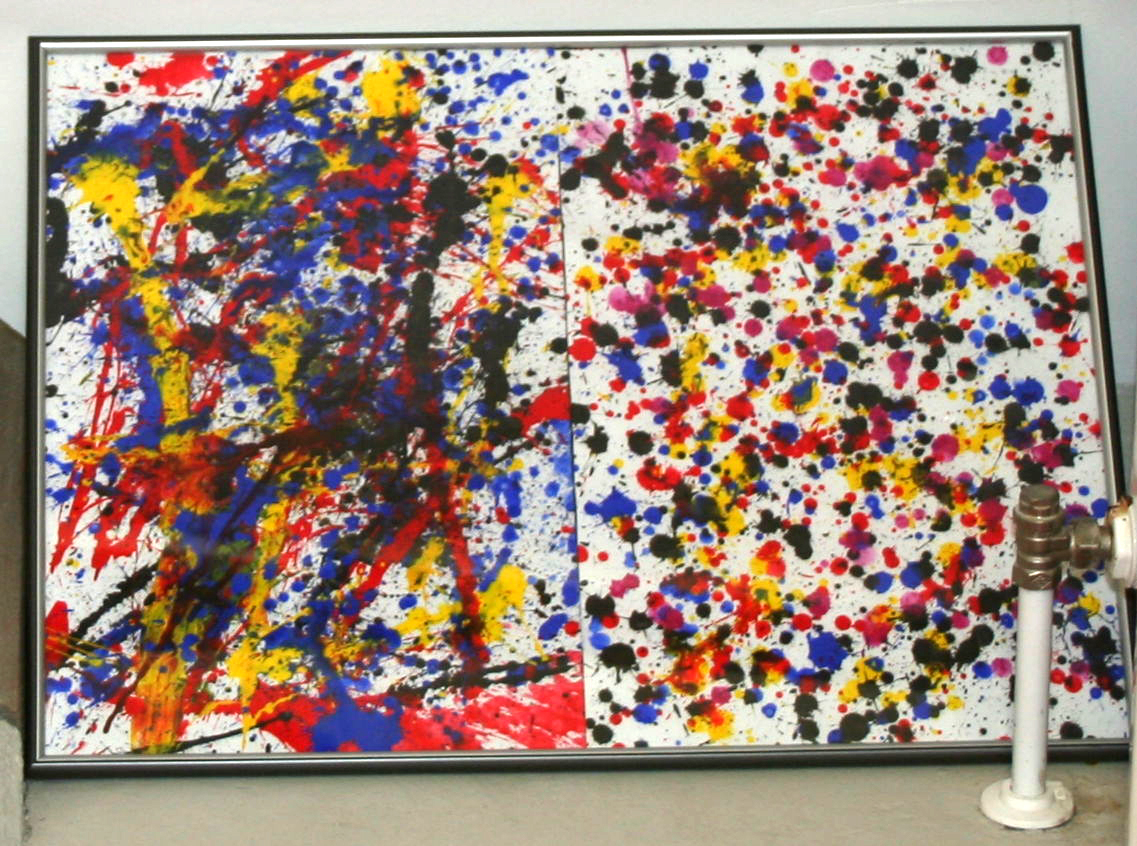

التصوير الانفعالي (بالإنجليزية: Action painting)، هو أسلوب للتعبير عن انفعالات الفنان المختزنة يتسم بالتوتر وسرعة الأداء في إنجاز اللوحة. ومن أبرز أصحاب هذا المصور: جاكسون بولوك.